# Kočevska Reka
Kočevska Reka je naselje v občini Kočevje.

## Opis kraja
Kočevska Reka je osrednja vas ob križišču poti, sredi gozdnih širjav in pašnikov Goteniško-reške doline, ob vznožju Goteniškega Snežnika (1290 m). Ima nekaj več kot 250 prebivalcev. 
Na jugozahodu jo obroblja Reški potok, ki izvira pod Trnjevo Goro in ponikne jugovzhodno od Kočevske Reke. Kraški svet v okolici je zelo vrtačast. 

## Zgodovinski oris
Na (širšem) območju Kočevske naj bi se ljudje postopoma naseljevali že pred 3000 leti, kar dokazuje najdeni ostanki človeka, katerega so izkopali leta 1924 v Gorenju pri Stari Cerkvi. Slovenci so se začeli naseljevati na izsekane čistine ob gozdovih postopoma v 13. stoletju. 
V letih 1330-1350 so grofje Ortenburžani poselili kočevsko območje z nemško govorečimi kmeti, predvsem s Tirolske in Koroške. Kočevarji so se zaradi nacistične propagande in obljub večinoma izselili med II. svetovno vojno, ker je ta del Slovenije pripadel Kraljevini Italiji. V času naselitve kočevarjev, se je Kočevska Reka  imenovala Rieg, v kočevskoreški osnovni šoli pa so do leta 1923 poučevali le v nemškem jeziku. 
Njihove zapuščene hiše so po zadnji vojni naselili s Slovenci, kasneje pa je bil kraj iz političnih in vojaških razlogov zaprt, nekaj okoliških vasi (Mokri potok,...) pa izseljenih. 
Leta 1929 je vas skoraj v celoti pogorela in bila nato obnovljena. Po vojni je bila izpraznjena, požgana in porušena cerkev. Nova država Slovenija je na istem griču zgradila novo župnijsko cerkev, v kateri je shranjeno nekaj opreme starejše cerkve.

## Krajevne znamenitosti
Kraj je najbolj znan zaradi statusa katerega je imel v obdobju socialistične Jugoslavije, ko je bil za javnost zaprt zaradi bližnjih bunkerjev in drugih vojaško-političnih objektov. 

Sredi vasi je manjši spominski park s kostanjevim drevoredom in najdebelejšim orehom v Sloveniji z zavidljivo starostjo nad 400 let. V prsni višini ima obseg 434 cm, visok je 15 m. Pod orehom je kamnita klop z vklesano letnico 1696. 
Sredi vasi je nova cerkev Sv. Janeza Krstnika, ki je bila zgrajena na mestu, kjer je stala prejšnja, porušena v letih 1953-54, kot tudi vse druge (26) cerkve tega območja. Starejša cerkev je verjetno stala že v 14. stoletju; leta 1511 jo je porušil potres, nato je bila prezidana v obrambno cerkev kot protiturški tabor. Leta 1693 pa je zgorela in bila znova postavljena. Imela je razkošen poznobaročni oltar, delo Frančiška Duldta in različne oltarne slike, nastale pretežno v 19. stoletju. Posebnost je bil slikan Križev pot, ki je ohranjen in restavriran. V novi cerkvi je večina lesene opreme delo kiparja Staneta Jarma. Posebnost so barvasta okna.
Pod vasjo teče ponikalnica Reški potok, katerega zgornji tok je zajezen in tvori umetno jezero. Razpotegnjeno, okoli 2 km dolgo in ponekod celo do 6m globoko jezero je pomemben habitat za rastline in živali ter je skupaj z gozdom okoli jezera razglašeno za gozdni rezervat, v katerem med drugim gnezdi tudi zaščiten orel belorepec in druge redke ptice.
Med znamenitosti kraja lahko štejemo tudi izvirno kočevarsko arhitekturo oz. prepoznavno gradnjo starih hiš. V bližnji vasi Novi Lazi je tudi delno ohranjeno kočevarsko pokopališče z nekaj nagrobniki. Sosednja vas, Koče, je rojstni kraj gospodarstvenika in avtorja znane karte slovenskih dežel, Petra Kozlerja. Na robu vasi urejajo spominski park (arhitekt Janez Lajovic), ki opominja, da je bila v tem kraju postrojena slovenska vojska.